# Де Боттон, Ален
Ален де Боттон (англ. Alain de Botton, родился 20 декабря 1969) — британский писатель швейцарского происхождения, член Королевского литературного общества, философ, телевизионный ведущий и предприниматель. Автор англоязычных бестселлеров «Опыты любви» (1997), «Озабоченность статусом» (2004), «Архитектура счастья» (2006). В своих книгах, телевизионных программах и выступлениях Ален де Боттон высказывается на различные темы и аспекты современной жизни, делая акцент на приложении философии к повседневности.

## Биография
Ален де Боттон родился в Цюрихе в семье Жильбера де Боттона, который был изгнан по указанию Насера из Египта в числе других сефардских евреев после Суэцкого кризиса, и его жены Жаклин, урождённой Бургаэур.

## Образование
В 1991 году получил степень магистра философии от Кингс-колледжа лондонского университета.

## Произведения
Де Боттон работает в различных литературных форматах. Положительно отзывающиеся о его работах утверждают, что он является прекрасным популяризатором многих сложных философских идей. Отрицательные отзывы отмечают очевидность и напыщенность, а также несфокусированность его работ.
- Essays In Love (1993, рус. перевод 2013) — «Опыты любви»
- The Romantic Movement (1994, рус. перевод 2004) — «Динамика романтизма»
- Kiss and Tell (1995, рус. перевод 2005) — «Интимные подробности»
- How Proust Can Change Your Life (1997, рус. перевод 2013) — «Как Пруст может изменить Вашу жизнь»
- The Consolations of Philosophy (2000, рус. перевод 2004) — «Утешение философией»
- The Art of Travel (2002, рус. перевод 2006) — «Искусство путешествовать»
- Status Anxiety (2004, рус. перевод 2012) — «Озабоченность статусом»

- The Architecture of Happiness (2006, рус. перевод 2013) —  «Архитектура счастья. Как обустроить жизненное пространство»

- The Pleasures and Sorrows of Work (2009) — Радости и печали работы
- A Week at the Airport (2009)
- Religion for Atheists: A Non-Believer’s Guide to the Uses of Religion (2012, рус. перевод 2013) — «Религия для атеистов»
- How to Think More About Sex (2012)
- Art as Therapy (2013)
- The News: A User’s Manual (2014, рус. перевод 2016) — «Новости. Инструкция для пользователя»
- The Course Of Love (2016, рус. перевод 2017) — «Курс любви»

## Проекты
«Школа жизни» (The School of Life) — международный социальный проект, реализованный в Лондоне, Париже, Амстердаме и Мельбурне. Цель «Школы жизни» — открыть людям возможности для самосовершенствования и показать им, каким образом их жизнь может стать более интересной и насыщенной.
В своем интервью де Боттон говорит:

Идея школы в том, чтобы бросить вызов традиционным университетам и переосмыслить знания, приблизив их к реальной жизни, уйдя от «знаний ради знаний». Проще говоря, это организация, которая пытается дать людям то, что, на мой взгляд, должны давать им университеты: чувство направления и житейскую мудрость с помощью культуры.
— 
Живая архитектура (Living architecture) — запущенный в мае 2009 года архитектурный проект, в рамках которого строится серия инновационных домов в Соединённом королевстве с участием ведущих современных архитекторов.